# Hermann Homann
Hermann Homann (* 11. Januar 1899 in Warendorf; † 4. Juni 1985 in Münster) war ein deutscher Schriftsteller, Rundfunkredakteur und Volksschullehrer.

## Leben
Hermann Homann war der Sohn eines Setzers und Korrektors und besuchte seit 1913 die Präparandenanstalt in Langenhorst, um sich auf den Besuch des Lehrerseminars vorzubereiten. Unter Angabe eines falschen Alters wurde er 1915 Kriegsfreiwilliger bei der Marine in Flandern, setzte nach dem Ersten Weltkrieg seine Vorbereitungen für die Arbeit als Volksschullehrer aber fort und legte 1920 die Abschlussprüfung am Staatlichen Lehrerseminar in Warendorf ab. 
Da er zunächst keine Anstellung als Volksschullehrer fand, arbeitete er als Gelegenheitsarbeiter in einer Fabrik. In dieser Zeit trat er der KPD bei, war in SAJ und Wandervogelbewegung aktiv, lernte die Arbeiterschriftsteller Max Barthel und Otto Wohlgemuth kennen und veröffentlichte erste hochdeutsche Gedichte. 1923 schließlich fand er Anstellung als Volksschullehrer in Ahlen. Seit 1927 arbeitete er an einer konfessionsfreien Schule in Gladbeck, wo er eine heftig angefeindete Schulaufführung des Theaterstücks Masse Mensch vom mit ihm auch persönlich bekannten Ernst Toller leitete. 
Von den Nationalsozialisten aus politischen Gründen aus dem Schuldienst entlassen, lebte Homann mit seiner Familie von 1933 bis 1936 in Ostbevern. Dort leitete er mit seiner Frau eine Laienspielgruppe, für die er erste niederdeutsche Theatertexte schrieb. Die 1938 uraufgeführte niederdeutsche Komödie Hahn giegen Hahn bescherte ihm den Durchbruch als Dramatiker. Aufgrund des Erfolgs seiner Stücke wurde er zur Arbeit in der Organisation Kraft durch Freude (KdF) und der Erwachsenenbildung herangezogen. Mit Beginn des Zweiten Weltkriegs wurde Homann zum Militärdienst einberufen und in Frankreich und Flandern stationiert. Nach einer schweren Erkrankung war er als Wehrbetreuer der Marine auf Wangerooge tätig, anschließend, ohne NSDAP-Parteimitglied zu sein, als Leiter der Wehrbetreuung im Gau Westfalen-Nord.
1945 wurde seine Familie in Münster ausgebombt und nach Bad Meinberg evakuiert. Homann arbeitete wieder als Volksschullehrer, bis er 1946 als Redakteur für den neugegründeten Schulfunk des NWDR nach Hamburg ging. 1948 kehrte er aus familiären und gesundheitlichen Gründen nach Bad Meinberg und in seinen Beruf als Lehrer zurück, blieb aber freier Mitarbeiter für den NWDR und war ab 1952 maßgeblich als Autor und Bearbeiter an den von NWDR und WDR gesendeten niederdeutschen westfälischen Hörspielen der 1950er und 1960er Jahre unter Wilhelm Wahl und Wolfram Rosemann beteiligt. Nach seiner vorzeitigen Pensionierung 1960 zog er mit seiner Familie nach Münster-Sudmühle und arbeitete dort bis zu seinem Tod als freier Schriftsteller. Neben seinen literarischen Tätigkeiten engagierte er sich für das plattdeutsche Laientheater und die Niederdeutsche Bühne Münster. Ihn verbanden Freundschaften mit Anton Aulke und Heinrich Luhmann.

## Werk
Nach Anfängen mit Texten aus dem Umkreis der Arbeiterliteratur, besonders mit politischen Puppenspielen, verfasste er vor allem niederdeutsche Theaterstücke und Hörspiele sowie zahlreiche Werke der Kinder- und Jugendliteratur und sich an Kinder und Jugendliche richtende Sachbücher. Einen Schwerpunkt seines Schaffens bildeten dabei seit den 1950er Jahren Bücher über europäische Forschungs- und Eroberungsfahrten nach Südamerika und in den pazifischen Raum. Auch als Herausgeber von Reiseberichten trat er in Erscheinung. Homanns Nachlass lagert im Westfälischen Literaturarchiv in Münster.

## Auszeichnungen und Ehrungen
- 1958: Bundesfilmpreis und Kulturfilmpreis des Landes Nordrhein-Westfalen

- 1976: Rottendorf-Preis
- 1979: Rathaustaler der Stadt Münster
- In Warendorf gibt es einen Hermann-Homann-Weg.

## Werke (Auswahl)
- Kasper streikt. Ein lustiges Spiel in vier Aufzügen für die Handpuppenbühne  (= Der Rote Kasper 7). Jahn, Leipzig [1930].
- Sonnenwende. Material zur Feiergestaltung. Herausgegeben von der National-Sozialistischen Gemeinschaft „Kraft durch Freude“, Gau Westfalen-Nord. Wulf, Warendorf 1937.
- Hahn giegen Hahn. Kummedie met Mord un Dautschlag in drei Uptögen. Wulf, Warendorf [1938].
- Lilofee jagt einen Strolch. Leipzig: Payne Verlag 1941.
- De Twiärsbrenner. Plattdeutsches Lustspiel in vier Akten. Wulf, Warendorf [1955].
- Acht suchen „Taifun“. Eine abenteuerliche Geschichte um ein Fahrrad. Titania, Stuttgart [1956].
- Land in Sicht. Das große Buch der Entdeckungen. Union, Stuttgart 1957.
- Quacksalberie. Plattdeutsche Komödie. Wulf, Warendorf [1957].
- Weißer Mann auf heißen Pfaden. Entdecker, Eroberer und Abenteurer im schwarzen Erdteil. Union, Stuttgart 1963.
- Wangerooge. Der grosse illustrierte Inselführer. Coppenrath, Münster 1967, ISBN 3-920192-23-0.
- Lünninge sind auk Mensken. En Stück Familjenliäben in drei Uptöge. Mahnke, Verden/Aller [1970].
- als Hrsg.: Hernán Cortés: Die Eroberung Mexikos. Eigenhändige Berichte an Kaiser Karl V. 1520–1524. Neu herausgegeben und bearbeitet. Erdmann Tübingen 1975.
- Drei Käfige am Turm. Aufstieg und Fall des Wiedertäuferreiches in Münster 1534/35. Coppenrath, Münster 1977, ISBN 3-920192-25-7.
- als Hrsg.: Georg Forster: Entdeckungsreise nach Tahiti und in die Südsee 1772–1775. Neu herausgegeben und bearbeitet. Erdmann, Tübingen 1979.
- Jedereene hät sine Tiet. Zehn plattdeutsche Hörspiele und Bühnenstücke. Coppenrath, Münster 1979, ISBN 3-920192-65-6.
- Die Ems von der Quelle bis zur Mündung: ein Bilderbuch. Schnell, Warendorf 1981, ISBN 3-87716-987-2.
- Die deutsche Nordseeküste. Inseln, Meer und Küstenland. Schnell, Warendorf 1983, ISBN 3-87716-978-3.

## Hörspiele (Auswahl)
- 1952: Hahn giegen Hahn. Regie: Wilhelm Wahl
- 1953: Qualm in der Küerke. Regie: Wilhelm Wahl
- 1954: Dubbelkopp. Regie: Wilhelm Wahl
- 1955: Quacksalberie. Regie: Wilhelm Wahl
- 1956: Paradiesappeln. Regie: Wilhelm Wahl
- 1957: De Wittmann. Regie: Wilhelm Wahl
- 1958: Kinner sind Wunner Guottes. Regie: Wolfram Rosemann
- 1959: De den Freden söcht … Regie: Ivo Braak
- 1960: Polteraobend. Regie: Wolfram Rosemann
- 1961: De früemde Koh. Regie: Wolfram Rosemann
- 1962: De Straat lang ... Regie: Hans Robert Helms
- 1963: Plaat hett dat dahn! Regie: Hans Robert Helms
- 1964: Jedereene hät siene Tied. Regie: Wolfram Rosemann
- 1965: De leigen Wiewer. Regie: Wolfram Rosemann
- 1966: Tüsken Saien un Maihen. Regie: Wolfram Rosemann
- 1968: Hannes in‘n Glückspott. Regie: Wolfram Rosemann
- 1969: Lüninge sind auk Mensken. Regie: Wolfram Rosemann
- 1970: Lünken sünd ok Minschen. Regie: Jochen Schenck
- 1972: Biäckemske Ansliäg. Regie: Wolfram Rosemann